# Hosiriz Romero
Hosiriz Romero – piłkarz urugwajski, pomocnik.
Jako piłkarz klubu Liverpool Montevideo wziął udział w turnieju Copa América 1947, gdzie Urugwaj zajął trzecie miejsce. Romero zagrał we wszystkich siedmiu meczach - z Kolumbią, Chile, Boliwią, Paragwajem, Ekwadorem (tylko w pierwszej połowie - w przerwie meczu zastąpił go Lorenzo Barreto), Peru i Argentyną.
Wciąż jako gracz klubu Liverpool wziął udział w turnieju Copa América 1953, gdzie Urugwaj zajął także trzecie miejsce. Romero zagrał tylko w meczu z Boliwią, w którym w 66 minucie zmienił na boisku Carlosa Carranzę.